# Up on the Roof
Singles de The Drifters
Sometimes I Wonder
(1962) On Broadway
(1963)
Up on the Roof est une chanson écrite par Gerry Goffin et Carole King et initialement enregistrée par le groupe américain The Drifters.
Publiée en single (sous le label Atlantic Records) en novembre 1962, elle a atteint la 5e place du Hot 100 du magazine musical américain Billboard, passant en tout 20 semaines dans le chart.
En 2004, Rolling Stone a classé cette chanson, dans la version originale des Drifters, 113e sur la liste des « 500 plus grandes chansons de tous les temps » (en 2010, le magazine rock américain a mis à jour sa liste, maintenant la chanson est 114e). Elle est également sélectionnée par le Rock and Roll Hall of Fame, en 1995, comme l'une des « 500 chansons qui ont façonné le rock 'n' roll ».

## Composition
La chanson a été écrite par Gerry Goffin et Carole King. L'enregistrement des Drifters a été produit par Jerry Leiber et Mike Stoller.

## Reprises
Au Royaume-Uni la version des Drifters de Up on the Roof n'a pas atteint le Top 50, en raison de deux reprises locales chantées par, respectivement, Julie Grant (en) et Kenny Lynch. La version de Kenny Lynch, qui copie largement l'original des Drifters, est celle qui a eu le plus de succès, atteignant la 10e place au Royaume-Uni. Celle de Julie Grant, qui atteint la 33e place, réinvente la chanson en en faisant un morceau Merseybeat ; son producteur Tony Hatch (en) écrira plus tard le hit iconique de Petula Clark Downtown, à l'origine envisagé dans le style des Drifters, auxquels il pensait le proposer,.
D'autres enregistrement de la chanson sont réalisés par Little Eva (sur l'album LLLLLoco-Motion en 1962) et Jimmy Justice (sur l'album Smash Hits From Jimmy Justice en 1963). Richard Anthony écrit des paroles en français, sous le titre Sur le toit sur son EP intitulé En Écoutant La Pluie de 1963.